# دونكان ستيوارت (لاعب غولف)
دونكان ستيوارت (بالإنجليزية: Duncan Stewart)‏ هو لاعب غولف بريطاني، ولد في 24 مايو 1984 في Grantown-on-Spey ‏ في المملكة المتحدة.

## وصلات خارجية
- دونكان ستيوارت على موقع رابطة أوروبا للاعبي الغولف المحترفين (الإنجليزية)
- دونكان ستيوارت على موقع التصنيف العالمي الرسمي للغولف (الإنجليزية)